# علی بیرنگ
علی بیرنگ (زادهٔ ۱۳۶۳ در تهران) موسیقی‌دان و آهنگساز ایرانی است.

## زندگی هنری
علی بیرنگ در سال ۱۳۶۳ در تهران متولد شد. او فراگیری موسیقی را از ۸ سالگی با ساز «پیانو» تحت نظر محمدرضا احمدیان آغاز کرد. از همان زمان علاقه‌اش به بداهه نوازی موجب شد تا با تشویق پدرش، بیژن بیرنگ و استادش به آهنگسازی و موسیقی جز روی آورد. او در ۱۳ سالگی وارد هنرستان موسیقی شد و تحت تعلیم فرمان بهبود ساز پیانو را ادامه داد. او اولین تجربه موسیقی فیلم خود را در سن ۱۳ سالگی با ساخت موسیقی سریال تلویزیونی دنیای شیرین به کارگردانی بهروز بقایی رقم زد. پس از آن در کنار تحصیل در هنرستان، به ساخت موسیقی فیلم ادامه داد. وی پس از فارغ‌التحصیلی از هنرستان موسیقی، تحصیلات دانشگاهی خود را در رشتهٔ نوازندگی پیانو پی گرفت و مدرک کارشناسی خود را دریافت نمود. او تحت تأثیرِ راهنمایی‌ها و تشویق‌های موسیقی‌دانی نظیر:هوشنگ استوار، ادوارد میرزویان (آهنگساز ارمنستانی) و شهرداد روحانی بوده‌است.

## فعالیت‌های هنری
از جمله فعالیت‌های هنری علی بیرنگ می‌توان به عضویت در «کانون آهنگسازان سینمای ایران» و داوری در جشنوارهٔ بین‌المللی موسیقی فجر اشاره نمود.

## آثار هنری

### موسیقی فیلم
- سریال تلویزیونی «دنیای شیرین» به کارگردانی «بهروز بقایی» ۱۳۷۶[۴]
- سریال تلویزیونی «سیب خنده» به کارگردانی «رضا عطاران» ۱۳۷۷[۵]
- سریال تلویزیونی «دنیای شرین دریا» به کارگردانی «بهروز بقایی» ۱۳۷۷[۶][۷]
- سریال تلویزیونی «مجید دلبندم» به کارگردانی «رضا عطاران» ۱۳۷۸[۸]
- سریال تلویزیونی «قطار ابدی» به کارگردانی «رضا عطاران» ۷۹–۱۳۷۸[۹][۱۰]
- سریال تلویزیونی «ضیافت»
- فیلم سینمایی «سیندرلا» به کارگردانی «بیژن بیرنگ» و «مسعود رسام» ۱۳۸۰[۱۱]
- فیلم سینمایی «کافه ترانزیت» به کارگردانی «کامبوزیا پرتووی» ۱۳۸۴[۱۲]
- سریال تلویزیونی «سرزمین سبز» به کارگردانی «بیژن بیرنگ» ۱۳۸۵[۱۳]
- فیلم تلویزیونی «نخلستان صابر» به کارگردانی «سیامک شایقی» ۱۳۸۷[۱۴]
- فیلم تلویزیونی «برندگان» به کارگردانی «ایرج حبشی» ۱۳۸۸[۱۵]
- سریال تلویزیونی «همچون سرو» به کارگردانی «بیژن بیرنگ» ۱۳۸۹[۱۶]
- مجموعه ویدئویی «شام ایرانی» ۱۳۹۰[۱۷]
- سریال تلویزیونی «مادر» به کارگردانی «بیژن بیرنگ» ۱۳۹۲[۱۸]
- مجموعه «عشق تعطیل نیست» به کارگردانی «بیژن بیرنگ» ۱۳۹۳[۱۹]
- فیلم سینمایی «چهارشنبه» به کارگردانی «سروش محمدزاده» ۱۳۹۴[۲۰]
- فیلم تلویزیونی «لب دریا» به کارگردانی «حمید نعمت‌الله»

### موسیقی مستقل
- «دوئت برای ویلن و ویولا»
- «مرثیه ای برای یک درد ممتد» برای سولیست ویلن و ارکستر سمفونیک - اجرا: ارکستر سمفونیک تهران به رهبری شهرداد روحانی. این در واقع همان موسیقی فیلم «چهارشنبه» به کارگردانی سروش محمدزاده‌است.[۲۱][۲۲]

## جوایز
- کاندید بهترین موسیقی متن در جشن شبکه ۳ برای سریال تلویزیونی قطار ابدی ۱۳۷۸[۲]
- کاندید بهترین تنظیم کننده در جشنواره موسیقی ما برای آلبوم موسیقی «یک لحظه عاشق شو» به خوانندگی «حمید حامی» ۱۳۹۳[۲۳]
- لوح تقدیر از «UNODC» (بخش مبارزه با مواد مخدر سازمان ملل) به عنوان آهنگساز در یکی از پروژه‌های این سازمان در قالب دی وی دی‌های آموزشی[۲]